# Marion Mahony Griffin
Pour les articles homonymes, voir Griffin.

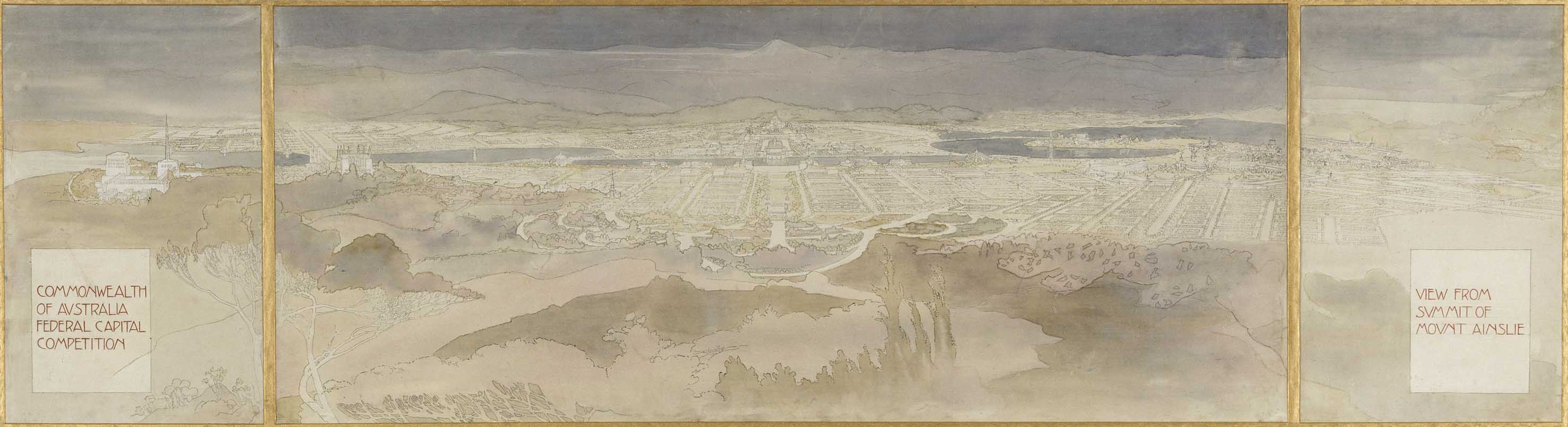
Aquarelle du projet de Canberra

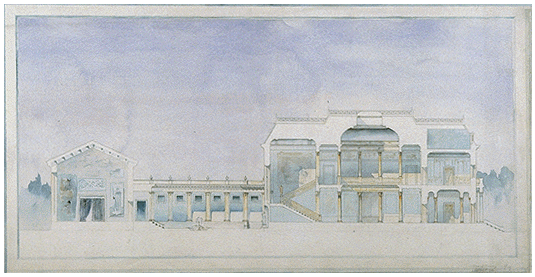
Aquarelle et encre par Marion Griffin (1894)

Marion Lucy Mahony Griffin (née le 14 février 1871 à Chicago et morte le 10 août 1961 à Chicago) fut une des premières Américaines à obtenir son diplôme d'architecte. Elle est considérée comme membre de la Prairie School.
Avec son mari Walter Burley Griffin, elle participa au projet de la ville de Canberra, la capitale de l'Australie.

## Pour approfondir
- Brooks, H. Allen, Frank Lloyd Wright and the Prairie School, Braziller (in association with the Cooper-Hewitt Museum), New York 1984;  (ISBN 0807610844)
- Brooks, H. Allen, The Prairie School, W.W. Norton, New York 2006;   (ISBN 039373191X)
- Brooks, H. Allen (editor), Prairie School Architecture: Studies from "The Western Architect", University of Toronto Press, Toronto, Buffalo 1975;   (ISBN 0802021387)
- Brooks, H. Allen, The Prairie School: Frank Lloyd Wright and his Midwest Contemporaries, University of Toronto Press, Toronto 1972;   (ISBN 0802052517)
- Wood, Debora (editor), Marion Mahony Griffin: Drawing the Form of Nature, Mary and Leigh Block Museum of Art and Northwestern University Press, Evanston, Illinois 2005;  (ISBN 0-8101-2357-6)